# NGC 2303
NGC 2303 (również PGC 19891 lub UGC 3603) – galaktyka eliptyczna (E), znajdująca się w gwiazdozbiorze Woźnicy. Odkrył ją Lewis A. Swift 24 listopada 1886 roku.